# Nordkosovo

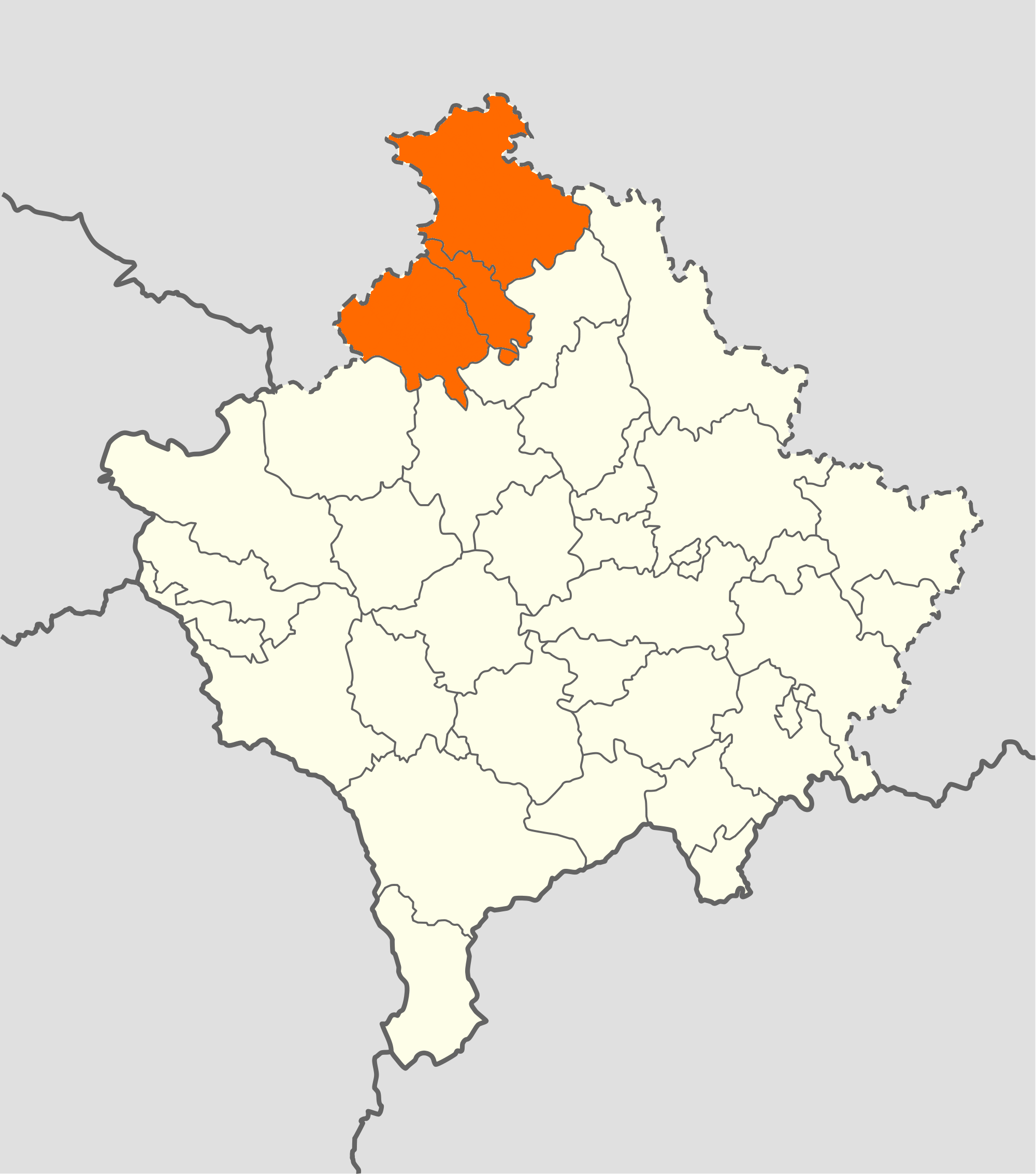
Nordkosovo markerat i orange färg.

Nordkosovo (serbiska: Северно Косово/Severno Kosovo, albanska: Kosova Veriore) är det inofficiella namnet på den norra delen av Kosovo som till största delen bebos och styrs av etniska serber. Nordkosovo är den största enklaven av den serbiska minoriteten i Kosovo. 
Kosovo förklarade sig den 17 februari 2008 självständigt från Serbien, men detta område har redan tidigare avsagt sin rätt att delta i Kosovos parlament och bojkottat parlamentsvalen i Kosovo eftersom de anser den vara olaglig och endast erkänt Serbiens regering. Ledare för området har haft en hållning att Kosovo inte skall delas vid en uppgörelse vid FN:s säkerhetsråd, eftersom cirka 60 000 serber i Kosovo lever utanför (alltså söder om) Nordkosovo.
Området, även kallat Kolashini i Ibrit, består av Kosovos tre nordligaste kommuner: Leposaviq, Zveçan och Zubin Potok samt den nordligaste delen av Mitrovicas kommun. Områdets yta täcker omkring 1 000 km² (ungefär en tiondel av Kosovos totala area) och är hem åt cirka 50 000 människor. I Mitrovica bor 17 000 serber. Bland minoriteterna märks en sedan Kosovokriget betydligt mindre albansk minoritet medan antalet bosniaker, romer och goraner har ökat.

## Bilder

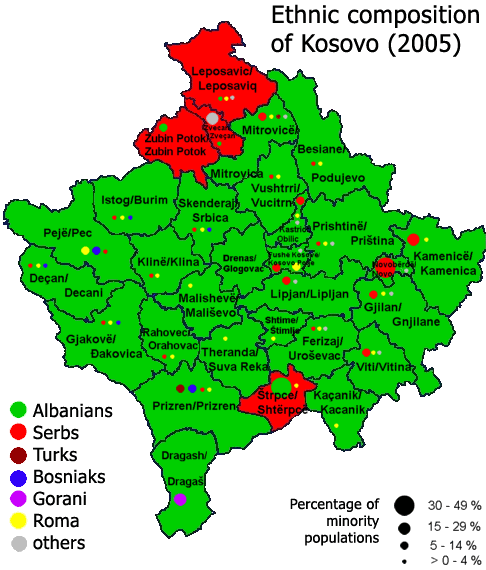
Engelsk karta över uppskattade etniska majoritets- och minoritetsområden i Kosovo 2005.